# 大畑大介のLet's Try スポーツ!
大畑大介のLet's Try スポーツ!（おおはただいすけのレッツトライスポーツ）は、2004年よりナイターオフにMBSラジオで放送しているスポーツ番組である。毎月第3日曜日20：00～21：00放送。
プロラグビー選手の大畑大介がシーズン期間中でありながらもパーソナリティを務め、毎週様々なスポーツ選手をゲストに招きトークを展開している。国内でも珍しいシーズン中の選手によるレギュラー番組である。
2004年11月21日に第1回放送。ゲストは高校の同級生である上原浩治投手。
3年目のシーズンは2007年1月14日に初回放送。初の生放送に挑戦する。
4年目は2007年12月16日初回放送。
2008年3月23日の放送は、センバツ中継が延長したため、2時間15分繰り下げた22:15からの放送。